# NikitA
NikitA es un trío de música pop ucraniana formada en Kiev por Yuriy Nikitin. El grupo fue formado originalmente como un dúo en 2008 por Dasha Astafieva y Yulia Kavtaradze, quien fue reemplazada posteriormente por Anastasiya Kumeyko. La banda lanzó su álbum debut Mashina en 2009, en el que se incluye su sencillo "Verevki", cuyo videoclip causó cierta polémica por el desnudo de las dos cantantes. En 2012 se unió Yulia Brychkovska tras superar un casting y NikitA pasó a ser un trío musical.
Las componentes de NikitA se han caracterizado por posar siempre desnudas en revistas eróticas, principalmente Playboy. Dasha Astafieva, la líder de NikitA, es una exitosa Playmate y su compañera original, la georgiana Yulia Kavtaradze, ya había posado anteriormente desnuda en varias sesiones con la banda А.Р.М.И.Я., conocida por su actitud sexual y de la que procedía para unirse a NikitA. También procedente de esta banda es Anastasiya Kumeyko, quien sustituyó a Kavtaradze y que también posó desnuda en numerosas ocasiones. La tercera integrante, Yulia Brychkovska, posó desnuda en Playboy antes de unirse a NikitA.

## Historia
La banda desde su fundación consistió en un dueto, pero la idea de Nikitin era, originalmente, de un trío musical. Una de las versiones iniciales del nombre de la banda fueron Sireny y Divas, sin embargo, cuando Nikitin encontró a Dasha Astafieva y Yulia Kavtaradze decidió ponerle el nombre NikitA. Este seleccionó a Dasha en la Federación Rusa basada en el proyecto musical Fabrika Zvezd creado por Alla Pugacheva.

### Álbum debut (2008—2010)

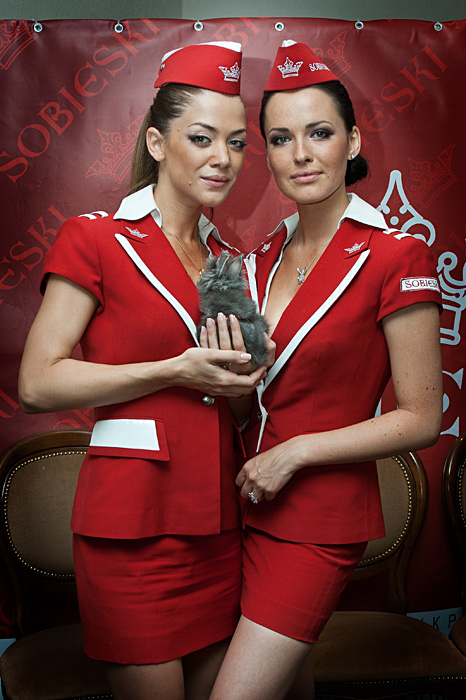
El antiguo dúo formado por Dasha Astafieva y Yulia Kavtaradze (izquierda).

En 2008 el dúo se convirtió en el "Descubrimiento de 2008" y Astafieva "Símbolo sexual de Ucrania" según el programa musical ucraniana de televisión Shoumaniya. Después de una serie de experimentos con el nombre y la composición del propio dúo por parte del productor y fundador Yuri Nikitin, su primer sencillo, "Mashina", fue el más descargado del año. También en 2008, Astafieva entró a formar parte del imperio Playboy de Hugh Hefner, donde realizó sesiones de fotos eróticas y participó en programa de televisión famoso The Girls Next Door. Astafieva fue nombrada Playmate de Playboy en la edición estadounidense de enero de 2009 y es la primera modelo eslava en lograr este galardón. Yulia Kavtaradze previamente a NikitA, tocaba en la banda А.Р.М.И.Я. (transliterado: A.R.M.I.Y.A., "el Ejército"), donde fue descubierta por Nikitin. Kavtaradze dejó la banda tras su embarazo y después del parto entró a formar parte del proyecto musical de NikitA.
El grupo fue contratado por el sello discográfico Mamamusic que, además de con NikitA, trabaja también con A.R.M.I.Y.A. así como con "neAngely" ("НЕАНГЕЛЫ"), Iryna Bilyk y otros artistas. Mamamuisc lanzó su primer álbum de estudio, Mashina, con el que NikitA ha logrado un cierto éxito en Ucrania con más de 50.000 copías vendidas y gracias, en parte, a su actitud sexualmente provocativa. Su sencillo "Verevki" fue acompañado de un videoclip que causó cierta polémica por el desnudo de las dos cantantes, que, además, ha sido parodiado en varias ocasiones. En ese mismo año, NikitA participó en la selección nacional del Festival de la Canción de Eurovisión 2009. Las chicas se convirtieron en una de las aspirantes a ganar la competición con el sencillo "Beauty Saves The World", pero justo antes de la final retiraron su candidatura.
El director del video de "Mashyna" fue Alexander Filatovich. La coreografía de la banda estaba formada por Anastasia Snadna, que tenía experiencia previa en ese campo con A.R.M.I.Y.A. (la exbanda de Kavtaradze). El director musical de la banda es Roman Babenko que escribe letras y compone música.

### Marcha de Yulia Kavtaradze y trío (2011—presente)
En 2011 Yulia Kavtaradze abandonó NikitA de mutuo acuerdo con Astafieva, debido a que quería ampliar su carrera en la publicidad y el cine, lo cual no era fácil de compaginar con las giras del dúo. Su lugar fue ocupado por Anastasiya Kumeyko, también excantante de A.R.M.I.Y.A. y modelo Playboy. Otra de las razones por las que la cantante de origen georgiano abandonó el dúo fue su negativa a posar desnuda, pese a que anteriormente ya lo había hecho cuando formaba parte de A.R.M.I.Y.A. y, precisamente, junto a Nastya Kumeyko, su sustituta. Dasha Astafieva aseguró que "los cambios de miembros en las bandas son importantes no sólo para la banda en sí, sino para todos los fans". También desveló que estaban preparando un nuevo álbum y la primera actuación del nuevo dúo tuvo lugar en el club Golden Palace de Moscú.
Posteriormente, el dúo comenzó un casting para contratar una tercera solista y completar así un trío musical. En mayo de 2012, en la edición ucraniana de Maxim apareció la tercera integrante de NikitA, la modelo de origen polaco Yulia Brychkovska, junto a Astafieva y Kumeyko totalmente desnudas en un reportaje que sirvió como presentación del nuevo trío. Brychkovska ya había posado dos años antes desnuda, con 24 años de edad, para la edición rusa de Playboy, en la que apareció en portada.

## Discografía

### Álbumes de estudio
| 2009 — «Машина» (Máquina) |                       |          |  |
| N.º                       | Título                | Duración |  |
| 1.                        | «Солдат»              | 3:38     |  |
| 2.                        | «Веревки»             | 3:32     |  |
| 3.                        | «Полет над землей»    | 3:14     |  |
| 4.                        | «Буря в пустыне»      | 4:23     |  |
| 5.                        | «Машина»              | 3:34     |  |
| 6.                        | «Зайчик»              | 3:20     |  |
| 7.                        | «Французский поцелуй» | 3:48     |  |
| 8.                        | «Королева»            | 3:28     |  |
| 9.                        | «Ветром»              | 3:35     |  |
| 10.                       | «Это чувство»         | 3:11     |  |

| 2014 — «Хозяин» |                                      |          |  |
| N.º             | Título                               | Duración |  |
| 1.              | «Хозяин»                             | 3:39     |  |
| 2.              | «Горячий»                            | 3:20     |  |
| 3.              | «Двигайся»                           | 3:03     |  |
| 4.              | «Делай»                              | 3:03     |  |
| 5.              | «Химия»                              | 4:10     |  |
| 6.              | «Авокадо»                            | 3:01     |  |
| 7.              | «Игра»                               | 3:16     |  |
| 8.              | «Гонщик»                             | 3:27     |  |
| 9.              | «Синее платье»                       | 3:21     |  |
| 10.             | «Я знаю, это ты»                     | 3:40     |  |
| 11.             | «Miracle» (feat. Dino & Slick Beats) | 4:21     |  |

### Sencillos
1. 2009 - "Mashyna" (Máquina)
2. 2009 - "Zaichik" (Conejito)
3. 2009 - "Bessonnitsa" (Insomnio)
4. 2009 - "Verevki" (Cuerdas)
5. 2009 - "Eroticheski Bolen" (Sick-eróticamente)
6. 2009 - "Soldat" (Soldado)
7. 2010 - "Davay Strelyay" (Tiremos)
8. 2010 - "Koroleva" (Reina)
9. 2011 - "Iskusayu" / Muerdo En versión inglesa "Bite"
10. 2011 - "20:12" / En versión inglesa "My Love"
11. 2013 - "Ya Znayu Eto Ty" (Se que eres tu)

## Videografía
| Año  | Título                | Director                           | Artistas                                              | Álbum                       |
| ---- | --------------------- | ---------------------------------- | ----------------------------------------------------- | --------------------------- |
| 2008 | «Машина»              | Olexander Olexandrovich Filatovich | Dasha Astafieva, Yulia Kavtaradze                     | «Машина»                    |
| 2008 | «Зайчик»              | Alexander Alexandrovich Filatovich | Dasha Astafieva, Yulia Kavtaradze                     | «Машина»                    |
| 2009 | «Солдат»              | Viktor Skuratovskiy                | Dasha Astafieva, Yulia Kavtaradze                     | «Машина»                    |
| 2009 | «Верёвки»             | Viktor Skuratovskiy                | Dasha Astafieva, Yulia Kavtaradze                     | «Машина»                    |
| 2010 | «Королева»            | Serhiy Tkachenko                   | Dasha Astafieva, Yulia Kavtaradze                     | «Машина»                    |
| 2011 | «Искусаю» / «Bite»    | Serhiy Tkachenko                   | Dasha Astafieva, Yulia Kavtaradze                     | «Машина» (edición especial) |
| 2011 | «20:12» / «My Love»   | Serhiy Tkachenko                   | Dasha Astafieva, Anastasia Kumeyko                    | Sin álbum                   |
| 2012 | «Это чувство»         | Valery Bebko, Oleh Borschevskyy    | Dasha Astafieva, Yulia Kavtaradze                     | «Машина»                    |
| 2012 | «Авокадо» / «Avocado» | Serhiy Tkachenko                   | Dasha Astafyeva, Anastasia Kumeyko, Yulia Brychkovska | «Хозяин»                    |
| 2013 | «Синее платье»        | Olexander Shapiro                  | Dasha Astafyeva, Anastasia Kumeyko, Yulia Brychkovska | «Хозяин»                    |
| 2013 | «Игра» / «Johnny Go!» | Oleh Borschevskyy                  | Dasha Astafyeva, Anastasia Kumeyko, Yulia Brychkovska | «Хозяин»                    |
| 2014 | «Химия»               | Taras Vorobets                     | Dasha Astafyeva, Anastasia Kumeyko, Yulia Brychkovska | «Хозяин»                    |
| 2014 | «Гонщик»              | Concert video                      | Dasha Astafyeva, Anastasia Kumeyko, Yulia Brychkovska | «Хозяин»                    |
| 2014 | «Хозяин»              | Serhiy Tkachenko                   | Dasha Astafyeva, Anastasia Kumeyko, Yulia Brychkovska | «Хозяин»                    |

## Miembros
Actualmente
1. Dasha Astafieva (desde 2008) — vocal

Pasado
1. Yuliya Kavtaradze (2008-2011) — vocal
2. Anastasiya Kumeiko (desde 2011-2016) — vocal
3. Yuliya Brichkovskaya (desde 2012-2016) — vocal